# Monacha martensiana
Monacha martensiana is een slakkensoort uit de familie van de Hygromiidae. De wetenschappelijke naam van de soort is voor het eerst geldig gepubliceerd in 1869 door Tiberi.